# Емерсон (фудбалер)
Емерсон Фереира да Роса (порт. Emerson Ferreira da Rosa; 4. април 1976), познатији само као Емерсон, бивши је бразилски фудбалер који је играо на позицији дефанзивног везног играча. Добио је надимак Пума због свог елегантног, али и снажног стила игре.